# Julien Sorel
Julien Sorel este personajul principal din romanul Roșu și Negru al scriitorului francez Stendhal. El oscilează între preoție și gloria carierei militare și se comportă dilematic, fără a bănui că - departe de a cuceri lumea - va ajunge pe eșafod. O carte despre iubirea ratată și amurgul elanurilor romantice, despre cavalerism și intrigi, despre conflictul ireductibil dintre datorie și pasiune.